# Дахненко, Максим Аркадьевич
Макси́м Арка́дьевич Дахне́нко (род. 31 марта 1972, Кемерово, Кемеровская область, РСФСР, СССР) — российский актёр театра и кино. Заслуженный артист Российской Федерации (2006).

## Биография
Максим Дахненко родился 31 марта 1972 года в сибирском городе Кемерово.
Отец, Аркадий Дахненко (12 января 1938 — 7 апреля 1993) — уроженец села Тихий Приют (ныне часть села Зелёная Балка) Днепропетровской области Украинской ССР, выпускник 1960 года театральной студии при Ярославском драматическом театре имени Ф. В. Волкова, Заслуженный артист РСФСР (1981). Мать — актриса. С 1977 года родители вместе служили в труппе Кемеровского областного театра драмы имени А. В. Луначарского. Дед (по линии отца) — уроженец села Зелёная Балка возле города Кривой Рог, участник Великой Отечественной войны, служил в танковых войсках.

«… Да, война коснулась и нашей семьи. Мой отец много рассказывал мне о деде, который непосредственно принимал участие в Великой Отечественной войне, служил в танковых войсках, освобождал своё родное село Зелёная Балка под Кривым Рогом на Украине. Отец был тогда совсем маленький, он родился в 1938 году. Он помнит, как немцы жили в их хатах, устраивали в них склады боеприпасов. Пять лет назад там открылся памятник советским солдатам, освободившим село, в том числе и моему деду. И по сей день у меня хранятся его медали, ордена — это память о войне, реликвии нашей семьи. Отношение к поколению, участвовавшему в борьбе с фашизмом, особенное. Для меня они — небожители, этим всё сказано».— Максим Дахненко, 1 марта 2005 года.
В школьные годы Максим увлекался плаванием, лыжами, верховой ездой. В студенчестве, с 1990 года, начал заниматься спортивным фехтованием на шпагах.
В 1993 году окончил Высшее театральное училище (институт) имени М. С. Щепкина (художественный руководитель курса — Владимир Алексеевич Сафронов) при Государственном академическом Малом театре России в Москве и был принят в труппу Московского Художественного академического театра имени Максима Горького (МХАТ имени М. Горького).
1 августа 2006 года «за заслуги в области искусства» Дахненко было присвоено почётное звание «Заслуженный артист Российской Федерации».

## Творчество

### Роли в театре

#### МХАТ имени Максима Горького
Максим Дахненко состоит в труппе МХАТ имени Максима Горького с 1993 года и в разные годы был занят в следующих спектаклях:
- 1993 — «Мы идём смотреть „Чапаева“» О. Данилова (памяти Игоря Талькова), режиссёр Татьяна Доронина — Лёва
- 1993 — «Прощание с Матёрой» по одноимённой повести Валентина Распутинa, режиссёр А. Борисов — член бригады пожёгщиков
- 1993 — «Белая гвардия» по одноимённому роману Михаила Булгакова, режиссёр Татьяна Доронина — Сергей Иванович Тальберг, капитан генерального штаба, служащий в гетманском военном министерстве, муж Елены, конформист / Виктор Викторович Мышлаевский, поручик, друг семьи Турбиных, товарищ Алексея по Александровской гимназии
- 1994 — «Женщины в народном собрании» Аристофана, режиссёр М. Абрамов — Кенесий
- 1994 — «Доходное место» по одноимённой пьесе А. Н. Островского, режиссёр Татьяна Доронина — Цыган
- 1995 — «Версия „Англетер“» по пьесе А. Яковлева, режиссёр Татьяна Доронина — Чекист
- 1995 — «Тёркин — жив и будет» по пьесе «Василий Тёркин» А. Т. Твардовского, режиссёр Татьяна Доронина — Солдат
- 1996 — «Семейные праздники» В. Белова, режиссёр А. Васильев (малая сцена) — Валерьян
- 1997 — «Обрыв» И. А. Гончарова, режиссёр А. Созонтов — Марк Волохов
- 1997 — «Козьма Минин» А. Н. Островский, режиссёр Валерий Белякович — Стрелец
- 1997 — «Три сестры» по одноимённой пьесе А. П. Чехова, режиссёр Татьяна Доронина — Василий Васильевич Солёный, штабс-капитан
- 1997 — «Синяя птица» по пьесе Мориса Метерлинка — Огонь
- 1997 — «Её друзья» В. С. Розова, режиссёр Валерий Усков — Володя Чернышёв
- 1998 — «Монах и бесёнок» по роману «Братья Карамазовы» Ф. М. Достоевского, режиссёр А. Семёнов (малая сцена) — Дмитрий Фёдорович Карамазов (Митя)
- 1998 — «Мадам Александра» по пьесе «Не будите мадам» Жана Ануя, режиссёр Татьяна Доронина — Арман
- 1999 — «Одна любовь души моей» по поэме «Анджело» Александра Сергеевича Пушкина, режиссёр Татьяна Доронина — Анджело
- 1999 — «На дне» по одноимённой пьесе Максима Горького, режиссёр Валерий Белякович — Васька Пепел, вор, 28 лет
- 1999 — «В день свадьбы» по одноимённой пьесе Виктора Розова, режиссёр Валерий Усков — Михаил Заболотный, главный герой, жених
- 2000 — «Дама-невидимка» по одноимённой комедии П. Кальдерона, режиссёр Татьяна Доронина — Дон Мануэль / Дон Дон Xуан де Толедо, друг дона Мануэля / Дон Луис, брат дона Хуана
- 2000 — «Зойкина квартира» по одноимённой пьесе Михаила Булгакова, режиссёр Татьяна Доронина — Ган-Дза-Лин он же Гандзолин, китаец, 40 лет
- 2000 — «Без вины виноватые» по одноимённой пьесе А. Н. Островского, режиссёр Татьяна Доронина — Петя Миловзоров, первый любовник
- 2001 — «Полоумный Журден» по одноимённой пьесе Михаила Булгакова, режиссёр Татьяна Доронина — Юбер (госпожа Журден) / Дорант / Учитель фехтования
- 2001 — «Униженные и оскорблённые» по одноимённой пьесе Ф. М. Достоевского, режиссёр Татьяна Доронина — Иван Петрович (от его лица ведётся повествование)[7]
- 2002 — «Горячее сердце» по одноимённой пьесе А. Н. Островского, режиссёр Валерий Белякович — Вася Шустрый, сын недавно разорившегося купца
- 2003 — «Глупая для других, умная для себя» Лопе де Вега, режиссёр В. Иванов — Алехандро
- 2003 — «Васса Железнова» по одноимённой пьесе Максима Горького, режиссёр Б. Щедрин — Алёшка Пятёркин, матрос, ухажёр Анны
- 2004 — «Прощание в июне» по одноимённой пьесе Александра Вампилова, режиссёр Татьяна Доронина — Букин, студент геологического факультета, жених Маши[7]
- 2005 — «Годы странствий» по одноимённой пьесе А. Н. Арбузова, режиссёр Ю. Е. Аксёнов — Александр Ведерников, молодой медик-учёный[4][7]
- 2006 — «Русский водевиль» по пьесе «Актёр» Н. А. Некрасова и В. А. Соллогуба; режиссёр Татьяна Доронина — Сухожилов
- 2006 — «Женитьба Белугина» по одноимённой пьесе Александра Островского и Николая Соловьёва, режиссёр Татьяна Доронина — Николай Егорович Агишин
- 2007 — «Красавец-мужчина» по одноимённой комедии А. Н. Островского, режиссёр В. Н. Иванов — Аполлон Евгеньич Окоёмов, муж Зои Васильевны, красавец-мужчина[8]
- 2007 — «Похвала русскому слову» (юбилейный вечер Валентина Распутина) — Чтец
- 2008 — «Комедианты господина» по пьесе Мольера, режиссёр Татьяна Доронина — Маркиз д’Орсиньи, дуэлянт по кличке «Одноглазый»
- 2009 — «Уличный охотник» по одноимённой комедии Алексея Яковлева, режиссёр Татьяна Доронина — просто Слава
- 2009 — «Мастер и Маргарита» по одноимённому роману Михаила Булгакова, режиссёр Валерий Белякович — Левий Матвей, ученик Иешуа
- 2010 — «Три сестры» по одноимённой пьесе Антона Чехова, режиссёр В. И. Немирович-Данченко, режиссёр по возобновлению Татьяна Доронина — Василий Васильевич Солёный, штабс-капитан
- 2010 — «Так и будет» по одноимённой пьесе Константина Симонова, режиссёр Татьяна Доронина — Сергей Николаевич Синицын
- 2012 — «Не хочу, чтобы ты выходила замуж за принца…» по мотивам пьесы Евгения Шварца «Тень», режиссёр Татьяна Доронина — Учёный
- 2013 — «Дикарка» по одноимённой пьесе А. Н. Островского, режиссёр Татьяна Доронина — Виктор Васильевич Вершинский, помещик[9]
- 2014 — «Гамлет» по одноимённой трагедии Уильяма Шекспира, режиссёр Валерий Белякович — Лаэрт, сын Полония
- 2016 — «Варвары» по одноимённой пьесе Максима Горького, режиссёр Владимир Бейлис — Исправник
- 2018 — «Белая гвардия» по одноимённому роману Михаила Булгакова, режиссёр Татьяна Доронина — Виктор Викторович Мышлаевский, поручик, друг семьи Турбиных, товарищ Алексея по Александровской гимназии
- 2019 — «Леди Гамильтон» по одноимённой пьесе Теренса Реттигена, режиссёр Александр Дмитриев — адмирал Нельсон
- 2020 — «Три сестры» по одноимённой пьесе Антона Чехова, режиссёр В. И. Немирович-Данченко, режиссёры реконструкции Валентин Клементьев и Михаил Кабанов — Василий Васильевич Солёный, штабс-капитан
- 2020 — «Красный Моцарт» по пьесе Дмитрия Минчёнка, режиссёр Рената Сотириади — Сокол
- 2020 — «Нюрнбергский вальс» по роману-хронике «На веки вечные» и документальному монументальному труду «Суд истории» Александра Звягинцева, режиссёр Грета Шушчевичуте — Роман Андреевич Руденко, главный обвинитель от СССР на Нюрнбергском процессе (1945—1946)
- 2021 — «Женщины Есенина» по книге Захара Прилепина, режиссёр Галина Полищук — Александр Никитич Есенин, отец Сергея Есенина

#### Другие театральные проекты
- 2000 — «Уроки испанского» К. Фризе и О. Фомичёва, режиссёр Оксана Фомичёва (Театр «Премьера», молодёжный российско-испанский театральные проект, на сцене театра «Школа современной пьесы») — Антонио
- 2001 — «Точка чести» («Point d’Honneur»; первое название — «Дуэль») по мотивам произведений У. Шекспира, Э. Ростана, А. Дюма, режиссёр Андрей Рыклин (Театральный проект Андрея Рыклина) —
- 2002 — «Кто последний за любовью?» Е. Кузнецова, режиссёр Д. Горник (Театральное агентство «Лекур») — Сеня

### Фильмография
- 2001 — Сыщики (серии № 1 «Знак Иуды» и № 2 «Октябрёнок с самолётиком») — Белугин
- 2001 — Сезон охоты 2 — оперативный сотрудник
- 2004 — Даша Васильева. Любительница частного сыска (3-й сезон; фильм № 1 «Бассейн с крокодилами») — эпизод
- 2004—2013 — Кулагин и партнёры — эпизод
- 2006 — Молодые и злые — риелтор
- 2007 — Слуга государев — шведский драбант
- 2009 — Сёмин — Костриков
- 2010—2011 — Записки экспедитора Тайной канцелярии — ван Гувер, иллюзионист
- 2011 — Москва. Три вокзала (серия № 56 «Золотой гол») — Чернышёв, компаньон Дениса Савельева
- 2011 — Пилот международных авиалиний — эпизод
- 2012 — Чрезвычайная ситуация (ЧС) (серия № 4) — дипломат, брат Алексея Филатова
- 2012 — Без срока давности (серия № 14 «Индийское кино») — Фёдор Николаевич Гордеев, киномеханик
- 2013 — Шеф-2 (серия № 22 «Побег») — Игорь Суслов, убийца, бывший муж Дарьи Истомины
- 2014 — Обмен — Сергей Анатольевич Токарев («Токарь»), член банды «Грома»
- 2014 — Последний день — «Марчелло», криминальный «авторитет»
- 2015 — Ленинград 46 (фильм № 1 «Музыкант», серии № 1-4) — «Вобла», главарь одной из питерских банд
- 2015 — Высокие ставки — Иван Михайлович Харитонов («Капитан»), начальник службы безопасности нелегального казино питерского криминального «авторитета» по прозвищу «Космонавт» (главная роль)[10]
- 2016 — Невский — Сергей Иванович Кравцов, майор полиции, старший оперуполномоченный УСБ ГУ МВД России по Санкт-Петербургу и Ленинградской области
- 2016 — Выжить после 3 (серии № 25-32) — Сергей Викторович Ершов, майор ФСБ, инспектор, начальник отдела внутренней безопасности корпорации «Вершина»
- 2016 — Второе зрение — Илья Вадимович Царёв («Царь»), опасный преступник
- 2016 — Анна-детективъ (серии № 7-8 «Сатисфакция») — Садковский, поручик
- 2016 — Наше счастливое завтра — Станислав Чепурнов
- 2017 — Короткое слово «нет» — «Инок»
- 2017 — Последний богатырь — стражник
- 2017 — Высокие ставки. Реванш — Иван Михайлович Харитонов («Капитан»), начальник службы безопасности нелегального казино питерского криминального «авторитета» по прозвищу «Космонавт» (главная роль)[11]
- 2018 — Реализация (фильм 6-й «Изнанка правосудия») — Иван Викторович Силаев, майор полиции
- 2018 — Купчино — Родион Самойлов («Волга»)
- 2019 — Один — Алексей Захаров, подполковник
- 2019 — Фантом — Олег Витальевич Деймин
- 2020 — Адмиралы района — Андрей Сергеевич Девятов, подполковник ФСБ
- 2020 — Реализация (фильм 3-й «Корм для рыб») — Иван Викторович Силаев, майор полиции
- 2021 — Солнцепёк — Алексей Гончаренко, бывший военный

### Дублирование компьютерных игр
- 2011 — League of Legends — Виктор
- 2012 — Wonderbook: Книга заклинаний[англ.] — учитель[12]
- 2013 — Path of Exile — Лео Красногривый[13]
- 2014 — Hearthstone: Проклятие Наксрамаса — Кел’Тузад
- 2015 — Heroes of the Storm — Кел’Тузад
- 2015 — Ведьмак 3: Кровь и вино — Детлафф
- 2016 — Overwatch — Жнец[14]
- 2017 — Wolfenstein II: The New Colossus — Уильям «Би-Джей» Бласковиц
- 2019 — Wolfenstein: Youngblood — Уильям «Би-Джей» Бласковиц
- 2020 — Mafia: Definitive Edition — Поли Ломбардо
- 2022 — Valorant — Варун «Harbor» Батра

### Дублирование художественных фильмов
- 2012 — Обитель зла: Возмездие — Карлос Оливера (Одед Фер)
- 2012 — Операция «Арго» — офицер Николс
- 2012 — Паркер — Джейк Фернандес (Бобби Каннавале)
- 2013 — План побега
- 2017 — Джон Уик 2 — Джон Уик (Киану Ривз)
- 2019 — Джон Уик 3 — Джон Уик (Киану Ривз)
- 2023 — Джон Уик 4 — Джон Уик (Киану Ривз)

## Признание заслуг

### Государственные награды и звания
- 2006 год — почётное звание «Заслуженный артист Российской Федерации» — за заслуги в области искусства[1].

### Общественные награды и звания
- 2004 год — лауреат литературно-театральной премии «Хрустальная роза Виктора Розова» — за исполнение ролей в пьесах Виктора Сергеевича Розова «Её друзья» и «В день свадьбы» на сцене МХАТ имени М. Горького[6].
- 2010 год — памятная медаль «Патриот России».